# Usofila pacifica
Espèce
Synonymes
- Ochyrocera pacifica Banks, 1894

Usofila pacifica est une espèce d'araignées aranéomorphes de la famille des Telemidae.

## Distribution
Cette espèce se rencontre aux États-Unis en Oregon, au Washington et en Alaska et au Canada en Colombie-Britannique,.

## Publication originale
- Banks, 1894 :  Two families of spiders new to the United States. Ent. News, vol. 5, p. 298-300 (texte intégral).